# Tornei di tennis maschili nel 1951
Prima della nascita della cosiddetta "Era Open" del tennis, ossia l'apertura ai tennisti professionisti dei tornei che prima di quell'anno erano riservati ai tennisti dilettanti. Nel 1951 i tornei si distinguevano in pro e amatoriali: ai primi potevano partecipare solo i giocatori professionisti, mentre ai secondi potevano partecipare solo i tennisti dilettanti. Tutti i tornei più importanti erano amatoriali tra questi c'erano i tornei del Grande Slam: gli Australian Championships, gli Internazionali di Francia, il Torneo di Wimbledon e gli U.S. National Championships.

## Calendario

### Legenda
| Tornei amatoriali       |
| Tornei professionistici |

### Gennaio
| Settimana  | Torneo                                                                               | Vincitore                                           | Finalista                  | Semifinalisti | Eliminati ai quarti |
| ---------- | ------------------------------------------------------------------------------------ | --------------------------------------------------- | -------------------------- | ------------- | ------------------- |
| 1º gennaio | South Australian Championships 1951 Adelaide, Australia Singolare - Doppio           | Frank Sedgman 6-3 6-1 6-3                           | Arthur Larsen              |               |                     |
| 1º gennaio | South Australian Championships 1951 Adelaide, Australia Singolare - Doppio           |                                                     |                            |               |                     |
| 1º gennaio | India National Championships 1951 Calcutta, India Singolare - Doppio                 | Sven Davidson 6-3 6-3 7-5                           | Jaroslav Drobný            |               |                     |
| 1º gennaio | India National Championships 1951 Calcutta, India Singolare - Doppio                 |                                                     |                            |               |                     |
| 1º gennaio | Perth Championships 1951 Perth, Australia Singolare - Doppio                         | Clive Wilderspin 6-4 6-0 6-3                        | George Worthington         |               |                     |
| 1º gennaio | Perth Championships 1951 Perth, Australia Singolare - Doppio                         |                                                     |                            |               |                     |
| 2 gennaio  | Benalla New Years Tournament 1951 Benalla, Australia Singolare - Doppio              | Mervyn Rose 6-2 6-3                                 | James Matthews             |               |                     |
| 2 gennaio  | Benalla New Years Tournament 1951 Benalla, Australia Singolare - Doppio              |                                                     |                            |               |                     |
| 2 gennaio  | Cumberland Championships 1951 Sydney, Australia Singolare - Doppio                   | Adrian Quist 6-4 6-4                                | Bill Sidwell               |               |                     |
| 2 gennaio  | Cumberland Championships 1951 Sydney, Australia Singolare - Doppio                   |                                                     |                            |               |                     |
| 6 gennaio  | Sydney Manly Seaside Championships 1951 Sydney, Australia Erba Singolare - Doppio    | Ken Rosewall 6-1 6-4                                | James Gilchrist            |               |                     |
| 6 gennaio  | Sydney Manly Seaside Championships 1951 Sydney, Australia Erba Singolare - Doppio    |                                                     |                            |               |                     |
| 9 gennaio  | All India Hard Court Championships 1951 Bombay, India Singolare - Doppio             | Sven Davidson 6-1 4-6 6-4 3-6 6-3                   | Frederick Kovaleski        |               |                     |
| 9 gennaio  | All India Hard Court Championships 1951 Bombay, India Singolare - Doppio             |                                                     |                            |               |                     |
| 9 gennaio  | Dixie Championships 1951 Tampa, USA Singolare - Doppio                               | Gardnar Mulloy 6-3 9-7 10-12 3-2 ritiro             | Ham Richardson             |               |                     |
| 9 gennaio  | Dixie Championships 1951 Tampa, USA Singolare - Doppio                               |                                                     |                            |               |                     |
| 16 gennaio | Florida West Coast Championships 1951 Saint Petersburg, USA Singolare - Doppio       | Gardnar Mulloy 6-1 6-2 6-4                          | Ubert Vincent              |               |                     |
| 16 gennaio | Florida West Coast Championships 1951 Saint Petersburg, USA Singolare - Doppio       |                                                     |                            |               |                     |
| 21 gennaio | Florida State Championships 1951 Orlando, USA Singolare - Doppio                     | Ubert Vincent 6-0 6-3 6-1                           | Henri Rochon               |               |                     |
| 21 gennaio | Florida State Championships 1951 Orlando, USA Singolare - Doppio                     |                                                     |                            |               |                     |
| 28 gennaio | Scandinavian Covered Court Championships 1951 Helsinki, Finlandia Singolare - Doppio | Torsten Johansson 13-11 6-3 8-6                     | Kurt Nielsen               |               |                     |
| 28 gennaio | Scandinavian Covered Court Championships 1951 Helsinki, Finlandia Singolare - Doppio |                                                     |                            |               |                     |
| 28 gennaio | South Florida Championships 1951 West Palm Beach, USA Singolare - Doppio             | Straight Clark 6-4 6-1 5-7 6-3                      | Ubert Vincent              |               |                     |
| 28 gennaio | South Florida Championships 1951 West Palm Beach, USA Singolare - Doppio             |                                                     |                            |               |                     |
| 30 gennaio | Australian Championships 1951 Sydney, Australia Singolare - Doppio                   | Dick Savitt 6-3 2-6 6-3 6-1                         | Kenneth McGregor           |               |                     |
| 30 gennaio | Australian Championships 1951 Sydney, Australia Singolare - Doppio                   | Ken McGregor Frank Sedgman 11-9, 2-6, 6-3, 4-6, 6-3 | John Bromwich Adrian Quist |               |                     |

### Febbraio
| Settimana   | Torneo                                                                            | Vincitore                          | Finalista          | Semifinalisti | Eliminati ai quarti |
| ----------- | --------------------------------------------------------------------------------- | ---------------------------------- | ------------------ | ------------- | ------------------- |
| 3 febbraio  | South India Championships 1951 Madras, India Singolare - Doppio                   | Frederick Kovaleski                | Irvin Dorfman      |               |                     |
| 3 febbraio  | South India Championships 1951 Madras, India Singolare - Doppio                   |                                    |                    |               |                     |
| 4 febbraio  | Cuban Championships 1951 L'Avana, Cuba Singolare - Doppio                         | Bill Talbert 6-4 2-6 6-1           | Straight Clark     |               |                     |
| 4 febbraio  | Cuban Championships 1951 L'Avana, Cuba Singolare - Doppio                         |                                    |                    |               |                     |
| 10 febbraio | New Zealand Championships 1951 Auckland, Nuova Zelanda Singolare - Doppio         | Ronald S. McKenzie 6-2 9-7 6-4     | John A. Barry      |               |                     |
| 10 febbraio | New Zealand Championships 1951 Auckland, Nuova Zelanda Singolare - Doppio         | Bill Sidwell George Worthington    |                    |               |                     |
| 10 febbraio | Northern Suburbs Championships 1951 Sydney, Australia Singolare - Doppio          | Kenneth McGregor 6-3 6-4           | George Worthington |               |                     |
| 10 febbraio | Northern Suburbs Championships 1951 Sydney, Australia Singolare - Doppio          |                                    |                    |               |                     |
| 11 febbraio | St Andrews Invitation 1951 Kingston, Giamaica Singolare - Doppio                  | Straight Clark 6-0 6-4 6-1         | Jacque Grigry      |               |                     |
| 11 febbraio | St Andrews Invitation 1951 Kingston, Giamaica Singolare - Doppio                  |                                    |                    |               |                     |
| 11 febbraio | Palm Springs Invitational 1951 Palm Springs, USA Singolare - Doppio               | Herbert Flam 8-6 6-2               | Arthur Larsen      |               |                     |
| 11 febbraio | Palm Springs Invitational 1951 Palm Springs, USA Singolare - Doppio               |                                    |                    |               |                     |
| 18 febbraio | French Covered Court Championships 1951 Lione, Francia Singolare - Doppio         | Jaroslav Drobný 8-6 6-3 6-4        | Marcel Bernard     |               |                     |
| 18 febbraio | French Covered Court Championships 1951 Lione, Francia Singolare - Doppio         |                                    |                    |               |                     |
| 18 febbraio | Philippines International Championships 1951 Manila, Filippine Singolare - Doppio | Sven Davidson 6-3 6-1 6-2          | Irvin Dorfman      |               |                     |
| 18 febbraio | Philippines International Championships 1951 Manila, Filippine Singolare - Doppio |                                    |                    |               |                     |
| 24 febbraio | US Indoors 1951 New York, USA Singolare - Doppio                                  | Straight Clark 6-4 6-8 3-6 6-2 6-3 | Bill Talbert       |               |                     |
| 24 febbraio | US Indoors 1951 New York, USA Singolare - Doppio                                  |                                    |                    |               |                     |
| 25 febbraio | Italian Riviera Championships 1951 San Remo, Italia Singolare - Doppio            | Dick Savitt 6-4 9-7 4-6 6-3        | Budge Patty        |               |                     |
| 25 febbraio | Italian Riviera Championships 1951 San Remo, Italia Singolare - Doppio            |                                    |                    |               |                     |

### Marzo
| Settimana | Torneo                                                                                               | Vincitore                                | Finalista                  | Semifinalisti | Eliminati ai quarti |
| --------- | --- | ---------------------------------------- | -------------------------- | ------------- | ------------------- |
| 4 marzo   | Tennis ai I Giochi panamericani Buenos Aires, Argentina Singolare - Doppio                           | Enrique Morea                            | Alejo Russell              |               |                     |
| 4 marzo   | Tennis ai I Giochi panamericani Buenos Aires, Argentina Singolare - Doppio                           |                                          |                            |               |                     |
| 4 marzo   | Bermuda International Championships 1951 Hamilton, Bermuda Singolare - Doppio                        | Vic Seixas 6-4 9-7 6-4                   | Ham Richardson             |               |                     |
| 4 marzo   | Bermuda International Championships 1951 Hamilton, Bermuda Singolare - Doppio                        |                                          |                            |               |                     |
| 11 marzo  | Egyptian International Cairo Championships 1951 Il Cairo, Egitto Singolare - Doppio                  | Jaroslav Drobný 6-3 6-4 6-0              | Felicisimo Ampon           |               |                     |
| 11 marzo  | Egyptian International Cairo Championships 1951 Il Cairo, Egitto Singolare - Doppio                  |                                          |                            |               |                     |
| 11 marzo  | Gallia Club Championships 1951 Cannes, Francia Singolare - Doppio                                    | Giuseppe Merlo 7-5 6-2 7-5               | Milan Branovic             |               |                     |
| 11 marzo  | Gallia Club Championships 1951 Cannes, Francia Singolare - Doppio                                    |                                          |                            |               |                     |
| 11 marzo  | Coral Beach Club Invitation 1951 Hamilton, Bermuda Singolare - Doppio                                | Vic Seixas 6-0 6-2 6-3                   | Straight Clark             |               |                     |
| 11 marzo  | Coral Beach Club Invitation 1951 Hamilton, Bermuda Singolare - Doppio                                |                                          |                            |               |                     |
| 18 marzo  | US Pro Clay Court Championships 1951 St. Augustine, USA Terra rossa Singolare - Doppio               | Frank Kovacs 7-5 6-4 9-7                 | Carl Earn                  |               |                     |
| 18 marzo  | US Pro Clay Court Championships 1951 St. Augustine, USA Terra rossa Singolare - Doppio               | Frank Kovacs Jimmy Evert 6-2 2-6 6-3 6-2 | Welby van Horn Wayne Sabin |               |                     |
| 18 marzo  | Torneo di Beaulieu 1951 Cannes, Francia Singolare - Doppio                                           | Giuseppe Merlo 2-6 7-5 6-4 5-7 6-4       | Paul Remy                  |               |                     |
| 18 marzo  | Torneo di Beaulieu 1951 Cannes, Francia Singolare - Doppio                                           |                                          |                            |               |                     |
| 18 marzo  | Melbourne Cricket Club Tournament Albert Park 1951 Melbourne, Australia Singolare - Doppio           | Frank Sedgman 6-3 6-2 6-2                | Mervyn Rose                |               |                     |
| 18 marzo  | Melbourne Cricket Club Tournament Albert Park 1951 Melbourne, Australia Singolare - Doppio           |                                          |                            |               |                     |
| 19 marzo  | Torneo di La Jolla 1951 La Jolla, USA Singolare - Doppio                                             | Herbert Flam 6-3 7-5                     | Hugh Stewart               |               |                     |
| 19 marzo  | Torneo di La Jolla 1951 La Jolla, USA Singolare - Doppio                                             |                                          |                            |               |                     |
| 24 marzo  | South African Championships 1951 Johannesburg, Sudafrica Singolare - Doppio                          | Eric Sturgess 6-3 6-2 7-5                | Syndey Levy                |               |                     |
| 24 marzo  | South African Championships 1951 Johannesburg, Sudafrica Singolare - Doppio                          |                                          |                            |               |                     |
| 24 marzo  | Central Queensland Championships 1951 Rockhampton, Australia Singolare - Doppio                      | Jack Arkinstall 2-6 7-5 6-3              | Ian Ayre                   |               |                     |
| 24 marzo  | Central Queensland Championships 1951 Rockhampton, Australia Singolare - Doppio                      |                                          |                            |               |                     |
| 24 marzo  | Darling Downs Championships 1951 Toowoomba, Australia Singolare - Doppio                             | George Worthington 6-4 7-5               | Brian Strohfeldt           |               |                     |
| 24 marzo  | Darling Downs Championships 1951 Toowoomba, Australia Singolare - Doppio                             |                                          |                            |               |                     |
| 25 marzo  | Egyptian International Alexandria Championships 1951 Alessandria d'Egitto, Egitto Singolare - Doppio | Jaroslav Drobný 6-1 12-10 6-2            | Irvin Dorfman              |               |                     |
| 25 marzo  | Egyptian International Alexandria Championships 1951 Alessandria d'Egitto, Egitto Singolare - Doppio |                                          |                            |               |                     |
| 26 marzo  | Eden Monaro Championships 1951 Queanbeyan, Australia Singolare - Doppio                              | Max Anderson 6-2 6-1                     | W. Wallace                 |               |                     |
| 26 marzo  | Eden Monaro Championships 1951 Queanbeyan, Australia Singolare - Doppio                              |                                          |                            |               |                     |
| 27 marzo  | Geelong Easter Tournament 1951 Geelong, Australia Singolare - Doppio                                 | Bert Tonkin 4-6 8-6 6-1                  | Rae                        |               |                     |
| 27 marzo  | Geelong Easter Tournament 1951 Geelong, Australia Singolare - Doppio                                 |                                          |                            |               |                     |
| 27 marzo  | Western Australian Championships 1951 Perth, Australia Singolare - Doppio                            | Kenneth McGregor 3-6 7-5 6-3 6-4         | Mervyn Rose                |               |                     |
| 27 marzo  | Western Australian Championships 1951 Perth, Australia Singolare - Doppio                            |                                          |                            |               |                     |
| 27 marzo  | Southport Hard Court Championships 1951 Southport, Gran Bretagna Singolare - Doppio                  | Geoffrey Paish 8-6 2-6 6-4               | J.A.T. Horn                |               |                     |
| 27 marzo  | Southport Hard Court Championships 1951 Southport, Gran Bretagna Singolare - Doppio                  |                                          |                            |               |                     |
| 31 marzo  | Australian Hard Court Championships 1951 Launceston, Australia Singolare - Doppio                    | Frank Sedgman 6-3 6-2 6-2                | Don Candy                  |               |                     |
| 31 marzo  | Australian Hard Court Championships 1951 Launceston, Australia Singolare - Doppio                    |                                          |                            |               |                     |

### Aprile
| Settimana | Torneo                                                                                        | Vincitore                                      | Finalista                                                             | Semifinalisti | Eliminati ai quarti |
| --------- | --------------------------------------------------------------------------------------------- | ---------------------------------------------- | --------------------------------------------------------------------- | ------------- | ------------------- |
| aprile    | Southern Transvaal Championships 1951 Johannesburg, Sudafrica Singolare - Doppio              | Eric Sturgess 6-4 6-1 6-4                      | Nigel Cockburn                                                        |               |                     |
| aprile    | Southern Transvaal Championships 1951 Johannesburg, Sudafrica Singolare - Doppio              |                                                |                                                                       |               |                     |
| aprile    | Ojai Valley Championships 1951 Ojai, USA Singolare - Doppio                                   | Herbert Flam 7-5 4-6 6-2                       | Clyde Hippenstiel                                                     |               |                     |
| aprile    | Ojai Valley Championships 1951 Ojai, USA Singolare - Doppio                                   |                                                |                                                                       |               |                     |
| 1º aprile | Philadelphia Pro Championships 1951 Filadelfia, USA Parquet indoor Singolare                  | Jack Kramer Round Robin                        | Pancho Gonzales Pancho Segura Bobby Riggs Frank Kovacs Welby Van Horn |               |                     |
| 1º aprile | Monte Carlo Cup 1951 Monte Carlo, Monte Carlo Singolare - Doppio                              | Straight Clark 1-6 6-4 6-4 1-6 10-8            | Frederick Kovaleski                                                   |               |                     |
| 1º aprile | Monte Carlo Cup 1951 Monte Carlo, Monte Carlo Singolare - Doppio                              |                                                |                                                                       |               |                     |
| 2 aprile  | Good Neighbor Tournament 1951 Miami Beach, USA Singolare - Doppio                             | Herbert Flam 4-6 6-8 7-5 6-3 6-1               | Gardnar Mulloy                                                        |               |                     |
| 2 aprile  | Good Neighbor Tournament 1951 Miami Beach, USA Singolare - Doppio                             |                                                |                                                                       |               |                     |
| 8 aprile  | Nice Lawn Tennis Club Championships 1951 Nizza, Francia Singolare - Doppio                    | Sven Davidson 6-4 1-6 3-6 7-5 6-2              | Straight Clark                                                        |               |                     |
| 8 aprile  | Nice Lawn Tennis Club Championships 1951 Nizza, Francia Singolare - Doppio                    |                                                |                                                                       |               |                     |
| 9 aprile  | Eastern Suburbs Hard Court Championships 1951 Sydney, Australia Singolare - Doppio            | Kenneth McGregor 6-1 6-2                       | Lew Hoad                                                              |               |                     |
| 9 aprile  | Eastern Suburbs Hard Court Championships 1951 Sydney, Australia Singolare - Doppio            |                                                |                                                                       |               |                     |
| 14 aprile | Rothmans Connaught Championships 1951 Chingford, Gran Bretagna Singolare - Doppio             | Tony Mottram 6-0 6-3                           | J.A.T. Horn                                                           |               |                     |
| 14 aprile | Rothmans Connaught Championships 1951 Chingford, Gran Bretagna Singolare - Doppio             |                                                |                                                                       |               |                     |
| 14 aprile | Roehampton Hard Court Championships 1951 Roehampton, Gran Bretagna Singolare - Doppio         | Howard F. Walton 6-1 6-2                       | George Godsell                                                        |               |                     |
| 14 aprile | Roehampton Hard Court Championships 1951 Roehampton, Gran Bretagna Singolare - Doppio         |                                                |                                                                       |               |                     |
| 15 aprile | Internazionali d'Italia 1951 Roma, Italia Singolare - Doppio                                  | Jaroslav Drobný 6-1 10-8 6-0                   | Gianni Cucelli                                                        |               |                     |
| 15 aprile | Internazionali d'Italia 1951 Roma, Italia Singolare - Doppio                                  | Jaroslav Drobny Dick Savitt 6-2, 7-9, 6-1, 6-3 | Gianni Cucelli Rolando Del Bello                                      |               |                     |
| 16 aprile | Torneo di Peeble Beach 1951 Pebble Beach, USA Singolare - Doppio                              | Arthur Larsen 6-1 6-1                          | Jerry DeWitts                                                         |               |                     |
| 16 aprile | Torneo di Peeble Beach 1951 Pebble Beach, USA Singolare - Doppio                              |                                                |                                                                       |               |                     |
| 21 aprile | Cumberland Hard Court Championships 1951 Cumberland, Gran Bretagna Singolare - Doppio         | Tony Mottram 6-2 6-1                           | J.W. Cawthorn                                                         |               |                     |
| 21 aprile | Cumberland Hard Court Championships 1951 Cumberland, Gran Bretagna Singolare - Doppio         |                                                |                                                                       |               |                     |
| 22 aprile | Carlton Club Championships 1951 Cannes, Francia Singolare - Doppio                            | Sakari Salo 6-3 3-6 6-1 6-0                    | Pentti Forsman                                                        |               |                     |
| 22 aprile | Carlton Club Championships 1951 Cannes, Francia Singolare - Doppio                            |                                                |                                                                       |               |                     |
| 22 aprile | Campionati Internazionali di Sicilia 1951 Palermo, Italia Singolare - Doppio                  | Jaroslav Drobný 6-4 2-6 6-1 2-6 6-4            | Dick Savitt                                                           |               |                     |
| 22 aprile | Campionati Internazionali di Sicilia 1951 Palermo, Italia Singolare - Doppio                  |                                                |                                                                       |               |                     |
| 23 aprile | River Oaks International Tennis Tournament 1951 Houston, USA Singolare - Doppio               | Arthur Larsen 6-4 7-5 3-6 10-8                 | Herbert Flam                                                          |               |                     |
| 23 aprile | River Oaks International Tennis Tournament 1951 Houston, USA Singolare - Doppio               |                                                |                                                                       |               |                     |
| 28 aprile | Ferring-on-Sea Hard Court Championships 1951 Ferring-on-Sea, Gran Bretagna Singolare - Doppio | Donald Tregonning 6-3 5-7 6-3                  | J.W. Cawthorn                                                         |               |                     |
| 28 aprile | Ferring-on-Sea Hard Court Championships 1951 Ferring-on-Sea, Gran Bretagna Singolare - Doppio |                                                |                                                                       |               |                     |
| 28 aprile | Surrey Hard Court Championships 1951 Sutton, Gran Bretagna Singolare - Doppio                 | Tony Mottram 6-0 6-3                           | Leon Norgarb                                                          |               |                     |
| 28 aprile | Surrey Hard Court Championships 1951 Sutton, Gran Bretagna Singolare - Doppio                 |                                                |                                                                       |               |                     |
| 29 aprile | Paris International Championships 1951 Parigi, Francia Singolare - Doppio                     | Jaroslav Drobný 6-1 6-3 7-5                    | Dick Savitt                                                           |               |                     |
| 29 aprile | Paris International Championships 1951 Parigi, Francia Singolare - Doppio                     |                                                |                                                                       |               |                     |
| 30 aprile | Wide Bay Tennis Championships 1951 Bundaberg, Australia Singolare - Doppio                    | Jack Arkinstall 6-8 6-3 6-4                    | W. Oakley                                                             |               |                     |
| 30 aprile | Wide Bay Tennis Championships 1951 Bundaberg, Australia Singolare - Doppio                    |                                                |                                                                       |               |                     |
| 30 aprile | North Queensland Championships 1951 Cairns, Australia Singolare - Doppio                      | George Worthington 7-5 6-3                     | Kenneth McGregor                                                      |               |                     |
| 30 aprile | North Queensland Championships 1951 Cairns, Australia Singolare - Doppio                      |                                                |                                                                       |               |                     |
| 30 aprile | Maroochy Tennis Championships 1951 Nambour, Australia Singolare - Doppio                      | Ian Ayre 0-6 6-2 6-4                           | Mervyn Rose                                                           |               |                     |
| 30 aprile | Maroochy Tennis Championships 1951 Nambour, Australia Singolare - Doppio                      |                                                |                                                                       |               |                     |

### Maggio
| Settimana | Torneo                                                                              | Vincitore                           | Finalista                   | Semifinalisti | Eliminati ai quarti |
| --------- | ----------------------------------------------------------------------------------- | ----------------------------------- | --------------------------- | ------------- | ------------------- |
| maggio    | California State Championships 1951 Sacramento, USA Singolare - Doppio              | Herbert Flam 6-3 8-6 6-3            | Arthur Larsen               |               |                     |
| maggio    | California State Championships 1951 Sacramento, USA Singolare - Doppio              |                                     |                             |               |                     |
| 5 maggio  | British Hard Court Championships 1951 Bournemouth, Gran Bretagna Singolare - Doppio | Jaroslav Drobný 6-4 6-2 6-0         | Felicisimo Ampon            |               |                     |
| 5 maggio  | British Hard Court Championships 1951 Bournemouth, Gran Bretagna Singolare - Doppio |                                     |                             |               |                     |
| 6 maggio  | Gulf States Championships 1951 New Orleans, USA Singolare - Doppio                  | Jack Tuero 2-6 6-1 6-3              | Ham Richardson              |               |                     |
| 6 maggio  | Gulf States Championships 1951 New Orleans, USA Singolare - Doppio                  |                                     |                             |               |                     |
| 6 maggio  | Wiesbaden Championships 1951 Wiesbaden, Germania Singolare - Doppio                 | Lennart Bergelin 6-2 6-0 6-0        | Staffan Stockenberg         |               |                     |
| 6 maggio  | Wiesbaden Championships 1951 Wiesbaden, Germania Singolare - Doppio                 |                                     |                             |               |                     |
| 9 maggio  | USPLTA Spring Championships 1951 Woodside, USA Singolare - Doppio                   | John Nogrady 8-10 6-3 8-6           | Jerry Adler                 |               |                     |
| 9 maggio  | USPLTA Spring Championships 1951 Woodside, USA Singolare - Doppio                   | Ed McGrath John Nogrady 6-3 6-3     | Jerry Adler Mitchell Gornto |               |                     |
| 12 maggio | London Hard Court Championships 1951 Hurlingham, Gran Bretagna Singolare - Doppio   | Donald Tregonning 6-4 6-4           | Ward                        |               |                     |
| 12 maggio | London Hard Court Championships 1951 Hurlingham, Gran Bretagna Singolare - Doppio   |                                     |                             |               |                     |
| 12 maggio | Southern California Championships 1951 Los Angeles, USA Singolare - Doppio          | Arthur Larsen 6-8 7-5 7-5 6-3       | Ted Schroeder               |               |                     |
| 12 maggio | Southern California Championships 1951 Los Angeles, USA Singolare - Doppio          |                                     |                             |               |                     |
| 13 maggio | West Berlin Championships 1951 Berlino Ovest, Germania Singolare - Doppio           | Budge Patty 6-1 6-3 4-6 6-3         | Dick Savitt                 |               |                     |
| 13 maggio | West Berlin Championships 1951 Berlino Ovest, Germania Singolare - Doppio           |                                     |                             |               |                     |
| 13 maggio | Belgium International Championships 1951 Bruxelles, Belgio Singolare - Doppio       | Eric Sturgess 6-0 6-1 6-0           | Jaroslav Drobný             |               |                     |
| 13 maggio | Belgium International Championships 1951 Bruxelles, Belgio Singolare - Doppio       |                                     |                             |               |                     |
| 19 maggio | Guildford Hard Court Championships 1951 Guildford, Gran Bretagna Singolare - Doppio | Jaroslav Drobný 2-6 6-2 6-1         | Vladimir Cernik             |               |                     |
| 19 maggio | Guildford Hard Court Championships 1951 Guildford, Gran Bretagna Singolare - Doppio |                                     |                             |               |                     |
| 19 maggio | Torneo di Harrogate 1951 Harrogate, Gran Bretagna Singolare - Doppio                | Bengt Axelsson 6-1 6-2              | Johann Kupferburger         |               |                     |
| 19 maggio | Torneo di Harrogate 1951 Harrogate, Gran Bretagna Singolare - Doppio                |                                     |                             |               |                     |
| 19 maggio | The Priory 1951 Birmingham, Gran Bretagna Singolare - Doppio                        | Straight Clark 6-2 6-4 8-6          | Harold Burrows              |               |                     |
| 19 maggio | The Priory 1951 Birmingham, Gran Bretagna Singolare - Doppio                        |                                     |                             |               |                     |
| 19 maggio | Torneo di Lytham St Annes 1951 Lytham St Annes, Gran Bretagna Singolare - Doppio    | Douglas Snart 3-6 6-0 7-5           | Andre Kalman                |               |                     |
| 19 maggio | Torneo di Lytham St Annes 1951 Lytham St Annes, Gran Bretagna Singolare - Doppio    |                                     |                             |               |                     |
| 20 maggio | Hamburg Championships 1951 Amburgo, Germania Singolare - Doppio                     | Roderick Menzel 6-4 9-7 0-6 6-8 6-2 | Gustav Cavalli              |               |                     |
| 20 maggio | Hamburg Championships 1951 Amburgo, Germania Singolare - Doppio                     |                                     |                             |               |                     |
| 26 maggio | Torneo di Sutton Coldfield 1951 Sutton, Gran Bretagna Singolare - Doppio            | J.W. Cawthorn 6-2 8-10 6-3          | Ignacy Tloczynski           |               |                     |
| 26 maggio | Torneo di Sutton Coldfield 1951 Sutton, Gran Bretagna Singolare - Doppio            |                                     |                             |               |                     |

### Giugno
| Settimana | Torneo                                                                                    | Vincitore                                  | Finalista                  | Semifinalisti | Eliminati ai quarti |
| --------- | ----------------------------------------------------------------------------------------- | ------------------------------------------ | -------------------------- | ------------- | ------------------- |
| 2 giugno  | Surrey Championships 1951 Surbiton, Gran Bretagna Singolare - Doppio                      | Czeslaw Spychala 1-6 7-5 6-3               | David A. Samaai            |               |                     |
| 2 giugno  | Surrey Championships 1951 Surbiton, Gran Bretagna Singolare - Doppio                      |                                            |                            |               |                     |
| 4 giugno  | Western Australian Hard Court Championships 1951 Kalgoorlie, Australia Singolare - Doppio | Clive Wilderspin 5 sets                    | Dawson C. Hamilton         |               |                     |
| 4 giugno  | Western Australian Hard Court Championships 1951 Kalgoorlie, Australia Singolare - Doppio |                                            |                            |               |                     |
| 4 giugno  | Internazionali di Francia 1951 Parigi, Francia Singolare - Doppio                         | Jaroslav Drobný 6-3 6-3 6-3                | Eric Sturgess              |               |                     |
| 4 giugno  | Internazionali di Francia 1951 Parigi, Francia Singolare - Doppio                         | Ken McGregor Frank Sedgman 6-2 2-6 9-7 7-5 | Gardnar Mulloy Dick Savitt |               |                     |
| 8 giugno  | Danish International Championhips 1951 Copenaghen, Danimarca Singolare - Doppio           | Budge Patty                                | Vladimir Cernik            |               |                     |
| 8 giugno  | Danish International Championhips 1951 Copenaghen, Danimarca Singolare - Doppio           |                                            |                            |               |                     |
| 9 giugno  | Ulster Championships 1951 Dublino, Irlanda Singolare - Doppio                             | J.W. Cawthorn 4-6 6-0 6-0                  | Andrew Maggs               |               |                     |
| 9 giugno  | Ulster Championships 1951 Dublino, Irlanda Singolare - Doppio                             |                                            |                            |               |                     |
| 9 giugno  | Northern Championships 1951 Manchester, Gran Bretagna Singolare - Doppio                  | Gardnar Mulloy 6-4 6-2                     | Don Candy                  |               |                     |
| 9 giugno  | Northern Championships 1951 Manchester, Gran Bretagna Singolare - Doppio                  |                                            |                            |               |                     |
| 11 giugno | Victorian Hard Court Championships 1951 Melbourne, Australia Singolare - Doppio           | Colin Long 13-11 1-6 6-2                   | Rex Hartwig                |               |                     |
| 11 giugno | Victorian Hard Court Championships 1951 Melbourne, Australia Singolare - Doppio           |                                            |                            |               |                     |
| 11 giugno | Dutch International Championships 1951 Noordwijk, Paesi Bassi Singolare - Doppio          | Armando Vieira 7-5 7-5 6-2                 | Felicisimo Ampon           |               |                     |
| 11 giugno | Dutch International Championships 1951 Noordwijk, Paesi Bassi Singolare - Doppio          |                                            |                            |               |                     |
| 16 giugno | Kent Championships 1951 Beckenham, Gran Bretagna Singolare - Doppio                       | Don Candy 3-6 6-4 6-2                      | Gardnar Mulloy             |               |                     |
| 16 giugno | Kent Championships 1951 Beckenham, Gran Bretagna Singolare - Doppio                       |                                            |                            |               |                     |
| 16 giugno | West of England Championships 1951 Bristol, Gran Bretagna Singolare - Doppio              | Straight Clark 9-7 6-3 5-7 1-6 7-5         | Harold Burrows             |               |                     |
| 16 giugno | West of England Championships 1951 Bristol, Gran Bretagna Singolare - Doppio              |                                            |                            |               |                     |
| 16 giugno | Brooklyn Championships 1951 Brooklyn, USA Singolare - Doppio                              | Sidney Schwartz 7-5 6-1 6-4                | George Ball                |               |                     |
| 16 giugno | Brooklyn Championships 1951 Brooklyn, USA Singolare - Doppio                              |                                            |                            |               |                     |
| 17 giugno | Blue and Gray Invitation 1951 Montgomery, USA Singolare - Doppio                          | Jack Tuero 9-7 9-7 0-6 5-7 6-1             | Tony Trabert               |               |                     |
| 17 giugno | Blue and Gray Invitation 1951 Montgomery, USA Singolare - Doppio                          |                                            |                            |               |                     |
| 17 giugno | Austrian International Championships 1951 Vienna, Austria Singolare - Doppio              | Alfred Huber 6-3 6-3 6-4                   | Enzo Pautassi              |               |                     |
| 17 giugno | Austrian International Championships 1951 Vienna, Austria Singolare - Doppio              |                                            |                            |               |                     |
| 17 giugno | World Pro Championships 1951 Cleveland, USA Singolare - Doppio                            | Frank Kovacs 6-2 3-6 6-3 1-6 9-7           | Pancho Segura              |               |                     |
| 17 giugno | World Pro Championships 1951 Cleveland, USA Singolare - Doppio                            |                                            |                            |               |                     |
| 23 giugno | Queen's Club Championships 1951 Londra, Gran Bretagna Erba Singolare - Doppio             | Eric Sturgess 6-4 5-7 6-2                  | Frank Sedgman              |               |                     |
| 23 giugno | Queen's Club Championships 1951 Londra, Gran Bretagna Erba Singolare - Doppio             |                                            |                            |               |                     |
| 23 giugno | Middle States Championships 1951 Wilmington, USA Singolare - Doppio                       | Bill Talbert 1-6 7-5 6-3 6-4               | Eddie Moylan               |               |                     |
| 23 giugno | Middle States Championships 1951 Wilmington, USA Singolare - Doppio                       |                                            |                            |               |                     |
| 25 giugno | Southern Championships 1951 Atlanta, USA Singolare - Doppio                               | Tony Trabert                               | Jack Tuero                 |               |                     |
| 25 giugno | Southern Championships 1951 Atlanta, USA Singolare - Doppio                               |                                            |                            |               |                     |

### Luglio
| Settimana | Torneo                                                                                 | Vincitore                                          | Finalista                                                           | Semifinalisti | Eliminati ai quarti |
| --------- | -------------------------------------------------------------------------------------- | -------------------------------------------------- | ------------------------------------------------------------------- | ------------- | ------------------- |
| luglio    | Swedish International Hard Court Championships 1951 Båstad, Svezia Singolare - Doppio  | Felicisimo Ampon 9-7 6-0 6-1                       | Raymundo Deyro                                                      |               |                     |
| luglio    | Swedish International Hard Court Championships 1951 Båstad, Svezia Singolare - Doppio  |                                                    |                                                                     |               |                     |
| luglio    | Natal Championships 1951 Durban, Sudafrica Singolare - Doppio                          | Eustace Fannin 6-3 6-8 7-5 6-4                     | Derek Capell                                                        |               |                     |
| luglio    | Natal Championships 1951 Durban, Sudafrica Singolare - Doppio                          |                                                    |                                                                     |               |                     |
| 1º luglio | National Collegiate Championships 1951 Evanston, USA Singolare - Doppio                | Tony Trabert 6-3 6-3 6-1                           | Earl Cochell                                                        |               |                     |
| 1º luglio | National Collegiate Championships 1951 Evanston, USA Singolare - Doppio                |                                                    |                                                                     |               |                     |
| 2 luglio  | US Hard Court Championships 1951 La Jolla, USA Singolare - Doppio                      | Ted Schroeder                                      | Whitney Reed                                                        |               |                     |
| 2 luglio  | US Hard Court Championships 1951 La Jolla, USA Singolare - Doppio                      |                                                    |                                                                     |               |                     |
| 2 luglio  | Eastern Clay Court Championships 1951 Rye, USA Singolare - Doppio                      | Sidney Schwartz 4 sets                             | George Ball                                                         |               |                     |
| 2 luglio  | Eastern Clay Court Championships 1951 Rye, USA Singolare - Doppio                      |                                                    |                                                                     |               |                     |
| 4 luglio  | U.S. Pro Tennis Championships 1951 Forest Hills, New York, USA Erba Singolare - Doppio | Pancho Segura Round robin                          | Pancho Gonzales Bobby Riggs Welby Van Horn Frank Parker Jack Kramer |               |                     |
| 4 luglio  | U.S. Pro Tennis Championships 1951 Forest Hills, New York, USA Erba Singolare - Doppio | Pancho Segura Pancho Gonzales                      | Bobby Riggs Frank Parker                                            |               |                     |
| 4 luglio  | Torneo di Wimbledon 1951 Londra, Gran Bretagna Singolare - Doppio                      | Dick Savitt 6-4 6-4 6-4                            | Kenneth McGregor                                                    |               |                     |
| 4 luglio  | Torneo di Wimbledon 1951 Londra, Gran Bretagna Singolare - Doppio                      | Ken McGregor Frank Sedgman 3-6, 6-2, 6-3, 3-6, 6-3 | Jaroslav Drobný Eric Sturgess                                       |               |                     |
| 7 luglio  | Torneo di Blackpool 1951 Blackpool, Gran Bretagna Singolare - Doppio                   | J.W. Cawthorn 6-2 6-4                              | Ismail Adel                                                         |               |                     |
| 7 luglio  | Torneo di Blackpool 1951 Blackpool, Gran Bretagna Singolare - Doppio                   |                                                    |                                                                     |               |                     |
| 7 luglio  | Tri-State Championships 1951 Cincinnati, USA Singolare - Doppio                        | Tony Trabert 5-7 4-6 6-4 6-3 6-4                   | Bill Talbert                                                        |               |                     |
| 7 luglio  | Tri-State Championships 1951 Cincinnati, USA Singolare - Doppio                        | Bill Talbert Tony Trabert 6-4, 6-1                 | Hugh Stewart Grant Golden                                           |               |                     |
| 7 luglio  | Torneo di Dortmund 1951 Dortmund, Germania Singolare - Doppio                          | Felicisimo Ampon 8-6 6-2 6-3                       | B. Johansson                                                        |               |                     |
| 7 luglio  | Torneo di Dortmund 1951 Dortmund, Germania Singolare - Doppio                          |                                                    |                                                                     |               |                     |
| 7 luglio  | New York State Clay Court Championships 1951 Jackson Heights, USA Singolare - Doppio   | Jack Tuero 6-4 4-6 6-2 6-4                         | Irvin Dorfman                                                       |               |                     |
| 7 luglio  | New York State Clay Court Championships 1951 Jackson Heights, USA Singolare - Doppio   |                                                    |                                                                     |               |                     |
| 7 luglio  | Midwest Championships 1951 Omaha, USA Singolare - Doppio                               | J. Hal Surface jr 7-5 6-2 6-4                      | Clinton Nettleton                                                   |               |                     |
| 7 luglio  | Midwest Championships 1951 Omaha, USA Singolare - Doppio                               |                                                    |                                                                     |               |                     |
| 14 luglio | Irish Championships 1951 Dublino, Irlanda Singolare - Doppio                           | Abe Segal 6-3 6-4 6-0                              | Guy Jackson                                                         |               |                     |
| 14 luglio | Irish Championships 1951 Dublino, Irlanda Singolare - Doppio                           |                                                    |                                                                     |               |                     |
| 14 luglio | Midland Counties Championships 1951 Edgbaston, Gran Bretagna Singolare - Doppio        | Don Candy 6-4 6-2                                  | Naresh Kumar                                                        |               |                     |
| 14 luglio | Midland Counties Championships 1951 Edgbaston, Gran Bretagna Singolare - Doppio        |                                                    |                                                                     |               |                     |
| 14 luglio | U.S. Men's Clay Court Championships 1951 Illinois, USA Singolare - Doppio              | Tony Trabert 6-8 2-6 6-4 6-3 8-6                   | Arthur Larsen                                                       |               |                     |
| 14 luglio | U.S. Men's Clay Court Championships 1951 Illinois, USA Singolare - Doppio              | Hamilton Richardson Tony Trabert                   |                                                                     |               |                     |
| 14 luglio | Nottinghamshire Championships 1951 Nottingham, Gran Bretagna Singolare - Doppio        | Connor 6-3 4-6 6-4                                 | William Lurie                                                       |               |                     |
| 14 luglio | Nottinghamshire Championships 1951 Nottingham, Gran Bretagna Singolare - Doppio        |                                                    |                                                                     |               |                     |
| 15 luglio | Spring Lake Invitation 1951 Spring Lake, USA Singolare - Doppio                        | Vic Seixas 6-2 6-3 6-3                             | Bill Talbert                                                        |               |                     |
| 15 luglio | Spring Lake Invitation 1951 Spring Lake, USA Singolare - Doppio                        |                                                    |                                                                     |               |                     |
| 15 luglio | Torneo di Valbert 1951 Valbert, Germania Singolare - Doppio                            | Jaroslav Drobný 6-2 4-6 6-1 6-4                    | Władysław Skonecki                                                  |               |                     |
| 15 luglio | Torneo di Valbert 1951 Valbert, Germania Singolare - Doppio                            |                                                    |                                                                     |               |                     |
| 21 luglio | Essex Championships 1951 Frinton, Gran Bretagna Singolare - Doppio                     | Don Candy 6-1 6-4                                  | Kurt Nielsen                                                        |               |                     |
| 21 luglio | Essex Championships 1951 Frinton, Gran Bretagna Singolare - Doppio                     |                                                    |                                                                     |               |                     |
| 21 luglio | Torneo di Hoylake & West Kirby 1951 Hoylake, Gran Bretagna Singolare - Doppio          | David A. Samaai 6-2 9-7                            | Chew Bee Ong                                                        |               |                     |
| 21 luglio | Torneo di Hoylake & West Kirby 1951 Hoylake, Gran Bretagna Singolare - Doppio          |                                                    |                                                                     |               |                     |
| 21 luglio | Welsh Championships 1951 Newport, Gran Bretagna Singolare - Doppio                     | J.W. Cawthorn 2-6 6-2 6-3                          | Naresh Kumar                                                        |               |                     |
| 21 luglio | Welsh Championships 1951 Newport, Gran Bretagna Singolare - Doppio                     |                                                    |                                                                     |               |                     |
| 21 luglio | Scottish Championships 1951 Edimburgo, Gran Bretagna Singolare - Doppio                | Eric Sturgess 11-9 6-3 8-6                         | Arthur Gordon Roberts                                               |               |                     |
| 21 luglio | Scottish Championships 1951 Edimburgo, Gran Bretagna Singolare - Doppio                |                                                    |                                                                     |               |                     |
| 22 luglio | Missouri Valley Championships 1951 Des Moines, USA Singolare - Doppio                  | J. Hal Surface jr 5-7 6-3 6-0 6-4                  | Clinton Nettleton                                                   |               |                     |
| 22 luglio | Missouri Valley Championships 1951 Des Moines, USA Singolare - Doppio                  |                                                    |                                                                     |               |                     |
| 22 luglio | Western Championships 1951 Indianapolis, USA Singolare - Doppio                        | Bernard Tut Bartzen 6-3 6-1                        | Seymour Greenberg                                                   |               |                     |
| 22 luglio | Western Championships 1951 Indianapolis, USA Singolare - Doppio                        |                                                    |                                                                     |               |                     |
| 22 luglio | Queensland Hard Court Championships 1951 Ipswich, Australia Singolare - Doppio         | Brian Strohfeldt 6-3 7-5                           | Ian Ayre                                                            |               |                     |
| 22 luglio | Queensland Hard Court Championships 1951 Ipswich, Australia Singolare - Doppio         |                                                    |                                                                     |               |                     |
| 22 luglio | Swiss International Championships 1951 Losanna, Svizzera Singolare - Doppio            | Leon Norgarb 9-7 4-6 6-4 6-4                       | Syndey Levy                                                         |               |                     |
| 22 luglio | Swiss International Championships 1951 Losanna, Svizzera Singolare - Doppio            |                                                    |                                                                     |               |                     |
| 23 luglio | Pennsylvania Lawn Tennis Championship 1951 Haverford, USA Singolare - Doppio           | Vic Seixas 8-6 8-6 6-3                             | Straight Clark                                                      |               |                     |
| 23 luglio | Pennsylvania Lawn Tennis Championship 1951 Haverford, USA Singolare - Doppio           |                                                    |                                                                     |               |                     |
| 30 luglio | Cologne International 1951 Colonia, Germania Singolare - Doppio                        | Felicisimo Ampon 2-6 6-1 6-0 6-1                   | Jaroslav Drobný                                                     |               |                     |
| 30 luglio | Cologne International 1951 Colonia, Germania Singolare - Doppio                        |                                                    |                                                                     |               |                     |
| 30 luglio | Southampton Invitation 1951 Southampton, USA Erba Singolare - Doppio                   | Tony Trabert 6-2 10-8 5-7 6-3                      | Herbert Flam                                                        |               |                     |
| 30 luglio | Southampton Invitation 1951 Southampton, USA Erba Singolare - Doppio                   |                                                    |                                                                     |               |                     |

### Agosto
| Settimana | Torneo                                                                                  | Vincitore                               | Finalista                 | Semifinalisti | Eliminati ai quarti |
| --------- | --------------------------------------------------------------------------------------- | --------------------------------------- | ------------------------- | ------------- | ------------------- |
| agosto    | German Pro National Championships 1951 , Germania Singolare - Doppio                    | K. Pohmann                              | non conosciuta (bandiera) |               |                     |
| agosto    | German Pro National Championships 1951 , Germania Singolare - Doppio                    |                                         |                           |               |                     |
| agosto    | Canadian Championships 1951 Windsor, Canada Singolare - Doppio                          | Ubert Vincent 7-9 7-5 7-5 6-2           | Seymour Greenberg         |               |                     |
| agosto    | Canadian Championships 1951 Windsor, Canada Singolare - Doppio                          |                                         |                           |               |                     |
| 4 agosto  | Torneo di Bedford 1951 Bedford, Gran Bretagna Singolare - Doppio                        | J.W. Cawthorn 6-0 6-3                   | Richard Guise             |               |                     |
| 4 agosto  | Torneo di Bedford 1951 Bedford, Gran Bretagna Singolare - Doppio                        |                                         |                           |               |                     |
| 4 agosto  | Northumberland Championships 1951 Newcastle, Gran Bretagna Singolare - Doppio           | Nigel Cockburn 11-9 6-2                 | Arthur Gordon Roberts     |               |                     |
| 4 agosto  | Northumberland Championships 1951 Newcastle, Gran Bretagna Singolare - Doppio           |                                         |                           |               |                     |
| 4 agosto  | Slazenger Pro Championships 1951 Scarborough, Gran Bretagna Singolare - Doppio          | Fred Perry 6-2 6-4 6-3                  | Francesco Romanoni        |               |                     |
| 4 agosto  | Slazenger Pro Championships 1951 Scarborough, Gran Bretagna Singolare - Doppio          | Jan de Mos K. Schroeder 6-3 6-4 1-6 6-3 | Dan Maskell Hans Nüsslein |               |                     |
| 7 agosto  | Torneo di Moseley 1951 Moseley, Gran Bretagna Singolare - Doppio                        | J.W. Cawthorn 6-2 6-2                   | Owen Williams             |               |                     |
| 7 agosto  | Torneo di Moseley 1951 Moseley, Gran Bretagna Singolare - Doppio                        |                                         |                           |               |                     |
| 8 agosto  | Eastern Grass Court Championships 1951 South Orange, USA Singolare - Doppio             | Bill Talbert 6-4 6-4 6-2                | Gardnar Mulloy            |               |                     |
| 8 agosto  | Eastern Grass Court Championships 1951 South Orange, USA Singolare - Doppio             |                                         |                           |               |                     |
| 11 agosto | Torneo di Hull 1951 Hull, Gran Bretagna Singolare - Doppio                              | Nigel Cockburn 6-4 6-1                  | J.W. Cawthorn             |               |                     |
| 11 agosto | Torneo di Hull 1951 Hull, Gran Bretagna Singolare - Doppio                              |                                         |                           |               |                     |
| 12 agosto | Brisbane Exhibtion Tennis Tournament 1951 Brisbane, Australia Singolare - Doppio        | Lew Hoad 6-4 6-4 2-6 9-7                | Ken Rosewall              |               |                     |
| 12 agosto | Brisbane Exhibtion Tennis Tournament 1951 Brisbane, Australia Singolare - Doppio        |                                         |                           |               |                     |
| 12 agosto | German Championships 1951 Amburgo, Germania Singolare - Doppio                          | Lennart Bergelin 4-6 6-3 4-6 6-4 7-5    | Sven Davidson             |               |                     |
| 12 agosto | German Championships 1951 Amburgo, Germania Singolare - Doppio                          |                                         |                           |               |                     |
| 12 agosto | Torneo di Knokke-le-Zoute 1951 Knokke-le-Zoute, Belgio Singolare - Doppio               | Jaroslav Drobný 6-3 6-4                 | Jacques Brichant          |               |                     |
| 12 agosto | Torneo di Knokke-le-Zoute 1951 Knokke-le-Zoute, Belgio Singolare - Doppio               |                                         |                           |               |                     |
| 15 agosto | Newport Casino Trophy 1951 Newport, USA Singolare - Doppio                              | Frank Sedgman 6-3 6-4 6-0               | Mervyn Rose               |               |                     |
| 15 agosto | Newport Casino Trophy 1951 Newport, USA Singolare - Doppio                              |                                         |                           |               |                     |
| 18 agosto | British Pro Championships 1951 Eastbourne, Gran Bretagna Singolare - Doppio             | Derek Bocquet 4-6 6-1 6-3 6-0           | Bill Moss                 |               |                     |
| 18 agosto | British Pro Championships 1951 Eastbourne, Gran Bretagna Singolare - Doppio             | Derek Bocquet Bill Moss 6-4 6-2 6-2     | W. Holmes J. Pearce       |               |                     |
| 18 agosto | Torneo di Torquay 1951 Torquay, Gran Bretagna Singolare - Doppio                        | Arthur Gordon Roberts 6-3 6-1           | Ignacy Tloczynski         |               |                     |
| 18 agosto | Torneo di Torquay 1951 Torquay, Gran Bretagna Singolare - Doppio                        |                                         |                           |               |                     |
| 19 agosto | Torneo di Gympie 1951 Gympie, Australia Singolare - Doppio                              | Jack Arkinstall 6-2 6-1                 | W. Oakley                 |               |                     |
| 19 agosto | Torneo di Gympie 1951 Gympie, Australia Singolare - Doppio                              |                                         |                           |               |                     |
| 19 agosto | Yugoslavia International Championships 1951 Abbazia, Jugoslavia Singolare - Doppio      | Milan Branovic 6-1 6-2 6-3              | Josip Palada              |               |                     |
| 19 agosto | Yugoslavia International Championships 1951 Abbazia, Jugoslavia Singolare - Doppio      |                                         |                           |               |                     |
| 23 agosto | Baltimore Mid-Atlantic Grass Court Championships 1951 Baltimora, USA Singolare - Doppio | Tony Trabert 9-7 9-7 0-6 6-3            | Gardnar Mulloy            |               |                     |
| 23 agosto | Baltimore Mid-Atlantic Grass Court Championships 1951 Baltimora, USA Singolare - Doppio |                                         |                           |               |                     |
| 25 agosto | North of England Championships 1951 Scarborough, Gran Bretagna Singolare - Doppio       | Nigel Cockburn 7-5 2-6 6-1 3-6 6-1      | Czeslaw Spychala          |               |                     |
| 25 agosto | North of England Championships 1951 Scarborough, Gran Bretagna Singolare - Doppio       |                                         |                           |               |                     |
| 26 agosto | Istanbul International Championships 1951 Istanbul, Turchia Singolare - Doppio          | Felicisimo Ampon 6-2 6-1 9-7            | Gianni Cucelli            |               |                     |
| 26 agosto | Istanbul International Championships 1951 Istanbul, Turchia Singolare - Doppio          |                                         |                           |               |                     |
| 26 agosto | Torneo di Le Touquet 1951 Le Touquet, Francia Singolare - Doppio                        | Jaroslav Drobný 0-6 6-3 6-0             | Jacques Brichant          |               |                     |
| 26 agosto | Torneo di Le Touquet 1951 Le Touquet, Francia Singolare - Doppio                        |                                         |                           |               |                     |

### Settembre
| Settimana    | Torneo                                                                                       | Vincitore                                      | Finalista                             | Semifinalisti               | Eliminati ai quarti                            |
| ------------ | -------------------------------------------------------------------------------------------- | ---------------------------------------------- | ------------------------------------- | --------------------------- | ---------------------------------------------- |
| settembre    | German Pro Championships 1951 Berlino, Germania Terra rossa Singolare - Doppio               | Pancho Segura Round Robin                      | Carl Earn Pancho Gonzales Bobby Riggs |                             |                                                |
| 1º settembre | Maranoa Championships 1951 Roma, Australia Singolare - Doppio                                | Jack Arkinstall 3-6 9-7 6-1                    | Ian Ayre                              |                             |                                                |
| 1º settembre | Maranoa Championships 1951 Roma, Australia Singolare - Doppio                                |                                                |                                       |                             |                                                |
| 2 settembre  | Sydney Metropolitan Hard Court Championships 1951 Sydney, Australia Singolare - Doppio       | George Worthington 6-4 6-2                     | Ken Rosewall                          |                             |                                                |
| 2 settembre  | Sydney Metropolitan Hard Court Championships 1951 Sydney, Australia Singolare - Doppio       |                                                |                                       |                             |                                                |
| 7 settembre  | Eastern Mediterranean Championships 1951 Atene, Grecia Singolare - Doppio                    | Felicisimo Ampon 6-4 7-5 7-5                   | Robert Abdesselam                     |                             |                                                |
| 7 settembre  | Eastern Mediterranean Championships 1951 Atene, Grecia Singolare - Doppio                    |                                                |                                       |                             |                                                |
| 10 settembre | New South Wales Hard Court Championships 1951 Dubbo, Australia Singolare - Doppio            | Lew Hoad 7-5 6-4                               | George Worthington                    |                             |                                                |
| 10 settembre | New South Wales Hard Court Championships 1951 Dubbo, Australia Singolare - Doppio            |                                                |                                       |                             |                                                |
| 12 settembre | Canadian Pro Championships 1951 Québec, Canada Cemento Singolare - Doppio                    | Pancho Segura 6-3 10-12 6-3 6-3                | Frank Kovacs                          |                             |                                                |
| 12 settembre | Canadian Pro Championships 1951 Québec, Canada Cemento Singolare - Doppio                    | Pancho Segura Bobby Riggs 6-4 6-4 3-6 6-3      | Mitchell Gornto Robert Stubbs Jr      |                             |                                                |
| 14 settembre | U.S. National Championships 1951 New York, USA Singolare - Doppio                            | Frank Sedgman 6-4 6-1 6-1                      | Vic Seixas                            |                             |                                                |
| 14 settembre | U.S. National Championships 1951 New York, USA Singolare - Doppio                            | Ken McGregor Frank Sedgman 10-8, 6-4, 4-6, 7-5 | Don Candy Mervyn Rose                 |                             |                                                |
| 18 settembre | South of England Championships 1951 Eastbourne, Gran Bretagna Singolare - Doppio             | Geoffrey Paish 6-4 4-6 6-1                     | Tony Mottram                          |                             |                                                |
| 18 settembre | South of England Championships 1951 Eastbourne, Gran Bretagna Singolare - Doppio             |                                                |                                       |                             |                                                |
| 23 settembre | Torneo di Baden-Baden 1951 Baden Baden, Germania Singolare - Doppio                          | Jaroslav Drobný 2-6 6-2 6-4 6-2                | Sven Davidson                         |                             |                                                |
| 23 settembre | Torneo di Baden-Baden 1951 Baden Baden, Germania Singolare - Doppio                          |                                                |                                       |                             |                                                |
| 23 settembre | Pacific Southwest Championships 1951 Los Angeles, USA Singolare - Doppio                     | Frank Sedgman 6-3 6-3 2-6 6-4                  | Tony Trabert                          |                             |                                                |
| 23 settembre | Pacific Southwest Championships 1951 Los Angeles, USA Singolare - Doppio                     |                                                |                                       |                             |                                                |
| 28 settembre | USPLTA Fall Championships 1951 Jackson Heights, USA Singolare - Doppio                       | Joe Fishbach 6-3 ritiro                        | Jerry Adler                           |                             |                                                |
| 28 settembre | USPLTA Fall Championships 1951 Jackson Heights, USA Singolare - Doppio                       | George Seewagen Ed McGrath 6-4 6-3             | Bill Lufler Harris Everett            |                             |                                                |
| 28 settembre | London Pro Indoor Championships 1951 Londra, Gran Bretagna Parquet indoor Singolare - Doppio | Pancho Gonzales 6-2 6-2 2-6 6-4                | Pancho Segura                         | Frank Kovacs Welby van Horn | Fred Perry Hans Nüsslein Carl Earn Bobby Riggs |
| 28 settembre | London Pro Indoor Championships 1951 Londra, Gran Bretagna Parquet indoor Singolare - Doppio | Pancho Gonzales Pancho Segura 6-4 6-4 3-6 6-3  | Bobby Riggs Welby van Horn            | Frank Kovacs Welby van Horn | Fred Perry Hans Nüsslein Carl Earn Bobby Riggs |
| 29 settembre | Pacific Coast Championships 1951 Berkeley, USA Singolare - Doppio                            | Ted Schroeder 6-4 6-4 6-2                      | Vic Seixas                            |                             |                                                |
| 29 settembre | Pacific Coast Championships 1951 Berkeley, USA Singolare - Doppio                            | Ted Schroeder Budge Patty 5-7 6-3 6-2 7-5      | Vic Seixas Ham Richardson             |                             |                                                |
| 30 settembre | Coupe Porée 1951 Parigi, Francia Singolare - Doppio                                          | Jaroslav Drobný 7-5 6-4 6-2                    | Felicisimo Ampon                      |                             |                                                |
| 30 settembre | Coupe Porée 1951 Parigi, Francia Singolare - Doppio                                          |                                                |                                       |                             |                                                |

### Ottobre
| Settimana  | Torneo                                                                                      | Vincitore                  | Finalista                 | Semifinalisti | Eliminati ai quarti |
| ---------- | ------------------------------------------------------------------------------------------- | -------------------------- | ------------------------- | ------------- | ------------------- |
| ottobre    | Florida Closed Championships 1951 Delray Beach, USA Singolare - Doppio                      | Gardnar Mulloy             | non conosciuta (bandiera) |               |                     |
| ottobre    | Florida Closed Championships 1951 Delray Beach, USA Singolare - Doppio                      |                            |                           |               |                     |
| 1º ottobre | ACT Championships 1951 Canberra, Australia Singolare - Doppio                               | Bill Sidwell 6-4 6-1       | W. Wallace                |               |                     |
| 1º ottobre | ACT Championships 1951 Canberra, Australia Singolare - Doppio                               |                            |                           |               |                     |
| 7 ottobre  | Pan American International Championships 1951 Città del Messico, Messico Singolare - Doppio | Grant Golden 6-3 6-1 6-2   | Jerry De Witts            |               |                     |
| 7 ottobre  | Pan American International Championships 1951 Città del Messico, Messico Singolare - Doppio |                            |                           |               |                     |
| 13 ottobre | British Covered Court Championships 1951 Londra, Gran Bretagna Singolare - Doppio           | Geoffrey Paish 6-4 6-4 6-1 | Ignacy Tloczynski         |               |                     |
| 13 ottobre | British Covered Court Championships 1951 Londra, Gran Bretagna Singolare - Doppio           |                            |                           |               |                     |
| 13 ottobre | Sydney Metropolitan Grass Court Championships 1951 Sydney, Australia Singolare - Doppio     | Mervyn Rose 6-2 6-1        | Don Candy                 |               |                     |
| 13 ottobre | Sydney Metropolitan Grass Court Championships 1951 Sydney, Australia Singolare - Doppio     |                            |                           |               |                     |

### Novembre
| Settimana   | Torneo                                                                                  | Vincitore                                       | Finalista                  | Semifinalisti               | Eliminati ai quarti                                 |
| ----------- | --------------------------------------------------------------------------------------- | ----------------------------------------------- | -------------------------- | --------------------------- | --------------------------------------------------- |
| 4 novembre  | Queensland Championships 1951 Brisbane, Australia Singolare - Doppio                    | Frank Sedgman 6-2 6-1 6-2                       | Ian Ayre                   |                             |                                                     |
| 4 novembre  | Queensland Championships 1951 Brisbane, Australia Singolare - Doppio                    |                                                 |                            |                             |                                                     |
| 10 novembre | Palace Hotel Covered Court Championships 1951 Torquay, Gran Bretagna Singolare - Doppio | Jaroslav Drobný 6-2 6-4                         | Arthur Gordon Roberts      |                             |                                                     |
| 10 novembre | Palace Hotel Covered Court Championships 1951 Torquay, Gran Bretagna Singolare - Doppio |                                                 |                            |                             |                                                     |
| 11 novembre | Perth Spring Tournament 1951 Perth, Australia Singolare - Doppio                        | Clive Wilderspin 5-7 8-10 6-1 6-2 6-2           | George Worthington         |                             |                                                     |
| 11 novembre | Perth Spring Tournament 1951 Perth, Australia Singolare - Doppio                        |                                                 |                            |                             |                                                     |
| 18 novembre | Swiss Covered Court Championships 1951 Ginevra, Svizzera Singolare - Doppio             | Jaroslav Drobný 7-5 5-7 6-2 6-2                 | Philippe Washer            |                             |                                                     |
| 18 novembre | Swiss Covered Court Championships 1951 Ginevra, Svizzera Singolare - Doppio             |                                                 |                            |                             |                                                     |
| 25 novembre | New South Wales Championships 1951 Sydney, Australia Singolare - Doppio                 | Vic Seixas 4-6 9-7 4-6 7-5 6-3                  | Mervyn Rose                | Frank Sedgman Ted Schroeder | Tony Trabert Sven Davidson Dick Savitt Ken McGregor |
| 25 novembre | New South Wales Championships 1951 Sydney, Australia Singolare - Doppio                 | Frank Sedgman Ken McGregor 6-8 6-4 4-6 6-2 10-8 | Ted Schroeder Tony Trabert | Frank Sedgman Ted Schroeder | Tony Trabert Sven Davidson Dick Savitt Ken McGregor |
| 26 novembre | South American Championships 1951 Buenos Aires, Argentina Singolare - Doppio            | Enrique Morea 6-3 6-0 6-3                       | Fausto Gardini             |                             |                                                     |
| 26 novembre | South American Championships 1951 Buenos Aires, Argentina Singolare - Doppio            |                                                 |                            |                             |                                                     |

### Dicembre
| Settimana   | Torneo                                                                    | Vincitore                        | Finalista          | Semifinalisti | Eliminati ai quarti |
| ----------- | ------------------------------------------------------------------------- | -------------------------------- | ------------------ | ------------- | ------------------- |
| 8 dicembre  | Victorian Championships 1951 Melbourne, Australia Singolare - Doppio      | Frank Sedgman 8-6 6-0 6-4        | Dick Savitt        |               |                     |
| 8 dicembre  | Victorian Championships 1951 Melbourne, Australia Singolare - Doppio      |                                  |                    |               |                     |
| 10 dicembre | Torneo di The Hague 1951 L'Aia, Paesi Bassi Singolare - Doppio            | Jaroslav Drobný 7-5 8-10 6-3 7-5 | Bernard Destremeau |               |                     |
| 10 dicembre | Torneo di The Hague 1951 L'Aia, Paesi Bassi Singolare - Doppio            |                                  |                    |               |                     |
| 27 dicembre | Euroa Christmas Tournament 1951 Euroa, Australia Singolare - Doppio       | Neale Fraser 3-6 7-5 6-4         | James Matthews     |               |                     |
| 27 dicembre | Euroa Christmas Tournament 1951 Euroa, Australia Singolare - Doppio       |                                  |                    |               |                     |
| 28 dicembre | Royal South Yarra Tournament 1951 Melbourne, Australia Singolare - Doppio | David Yates 6-2 6-2              | Peter Molloy       |               |                     |
| 28 dicembre | Royal South Yarra Tournament 1951 Melbourne, Australia Singolare - Doppio |                                  |                    |               |                     |
| 30 dicembre | Sugar Bowl Invitation 1951 New Orleans, USA Singolare - Doppio            | Eddie Moylan 4-6 6-0 6-2 6-0     | Gardnar Mulloy     |               |                     |
| 30 dicembre | Sugar Bowl Invitation 1951 New Orleans, USA Singolare - Doppio            |                                  |                    |               |                     |

## Pro tour
Nel corso dell'anno si giocarono diversi tornei che facevano parte dei pro tour: un insieme di tornei composti da pochi partecipanti: da 2, 4 o 6 giocatori in cui i migliori tennisti si sfidavano in scontri diretti in varie località. Il vincitore del tour era il tennista che aveva un vantaggio nei testa a testa con gli altri giocatori.
| Data                         | Località             | Nome del tour            | Partecipanti                                                                         |
| ---------------------------- | -------------------- | ------------------------ | ------------------------------------------------------------------------------------ |
| 28 ottobre 1950 - marzo 1951 | Stati Uniti e Canada | World Pro Tour 1951      | 1) Jack Kramer 64-28 2) Pancho Segura 28-64                                          |
| gennaio - febbraio           | Australia            | Australian Pro Tour 1951 | 1) Pancho Gonzales 36–6 2) Dinny Pails 27–15 3) Frank Parker 14–28 4) Don Budge 9–33 |